# Martin Říha (kynolog)
Martin Říha (* 24. dubna 1981 Havlíčkův Brod) je český kynolog a autor knih a článků z oboru kynologie, přispěvatel časopisů Pes přítel člověka, Myslivost, Svět myslivosti, Lovecký pes a Ekolist. Je odborníkem v oblasti obecné kynologie, historie a původu plemen psů.  

## Život
Vystudoval lesnictví na České lesnické akademii a je lektor a zkušební komisař při zkouškách z myslivosti pro všechny skupiny předmětů a při zkouškách pro myslivecké hospodáře. Je také rozhodčím a obsluhou návnady pro coursing a dráhový pozorovatel pro chrtí dostihy. 
V roce 2024 se stal předsedou Klubu chrtníků a propagátorem zařazení chrtů mezi lovecká plemena. V souvislosti s tím se stal autorem Petice za zapsání plemen chrtů do Přehledu plemen, která mohou získávat loveckou upotřebitelnost.

## Dílo
- Plemena psů; Martin Říha; Rubico 2009; 320 stran; ISBN 9788073461058.
- Bulteriéři - Plemena celého světa; Martin Říha; Českomoravský kynologický institut 2011; 234 stran; ISBN 978-80-87415-16-0.
- Stafordšírský bulteriér - Úplný přehled plemene; Plot 2013; 168 stran; ISBN 978-80-7428-184-6.
- Psi, které člověk použil; Martin Říha, Jiří Kroulík, Tomáš Hasil, Irena Hochmanová; Kalendář Liberecka 2013; 104 stran; ISBN 978-80-260-5258-6.
- Německý boxer - Úplný přehled plemene; Plot 2017; 400 stran; ISBN 978-80-7428-281-2.
- Bulteriéři - Plemena celého světa - Nové rozšířené vydání; Martin Říha; Plot 2019; 272 stran; ISBN 978-80-7428-362-8
- Fretka; Martin Říha; Plot 2022; 352 stran; ISBN 978-80-7428-425-0